# Affaire des ovnis de Guernesey

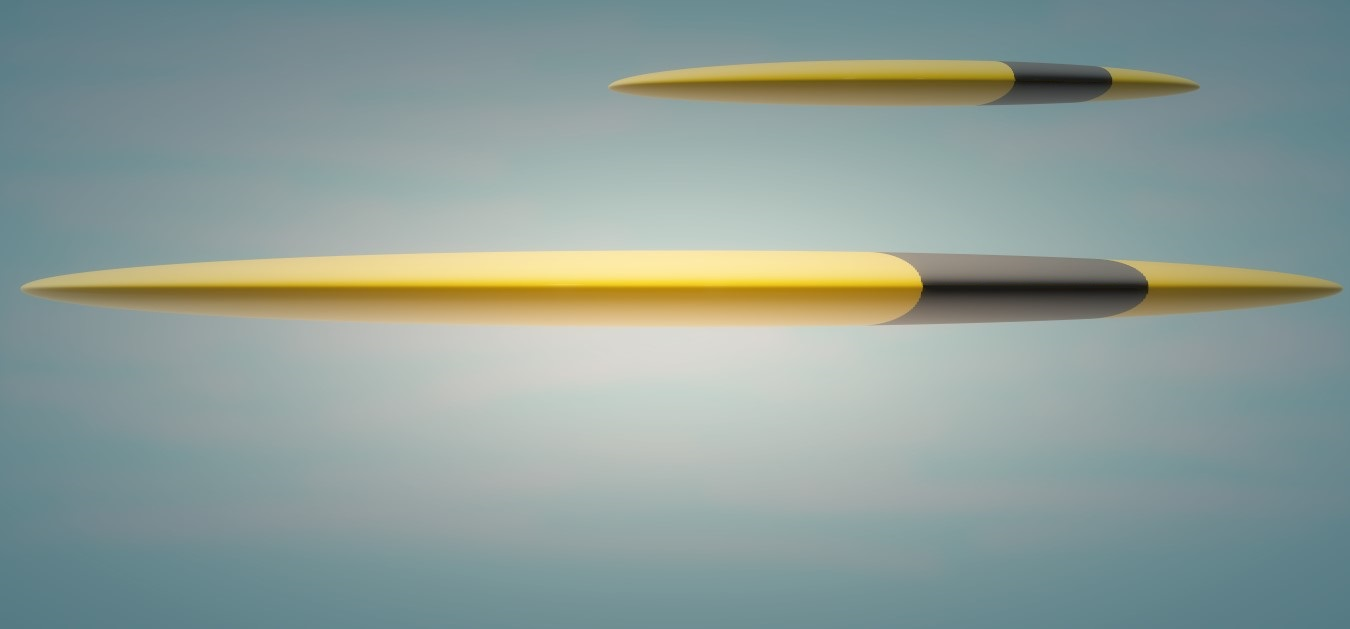
Illustration des OVNIs d'après le témoignage du capitaine Boywer.

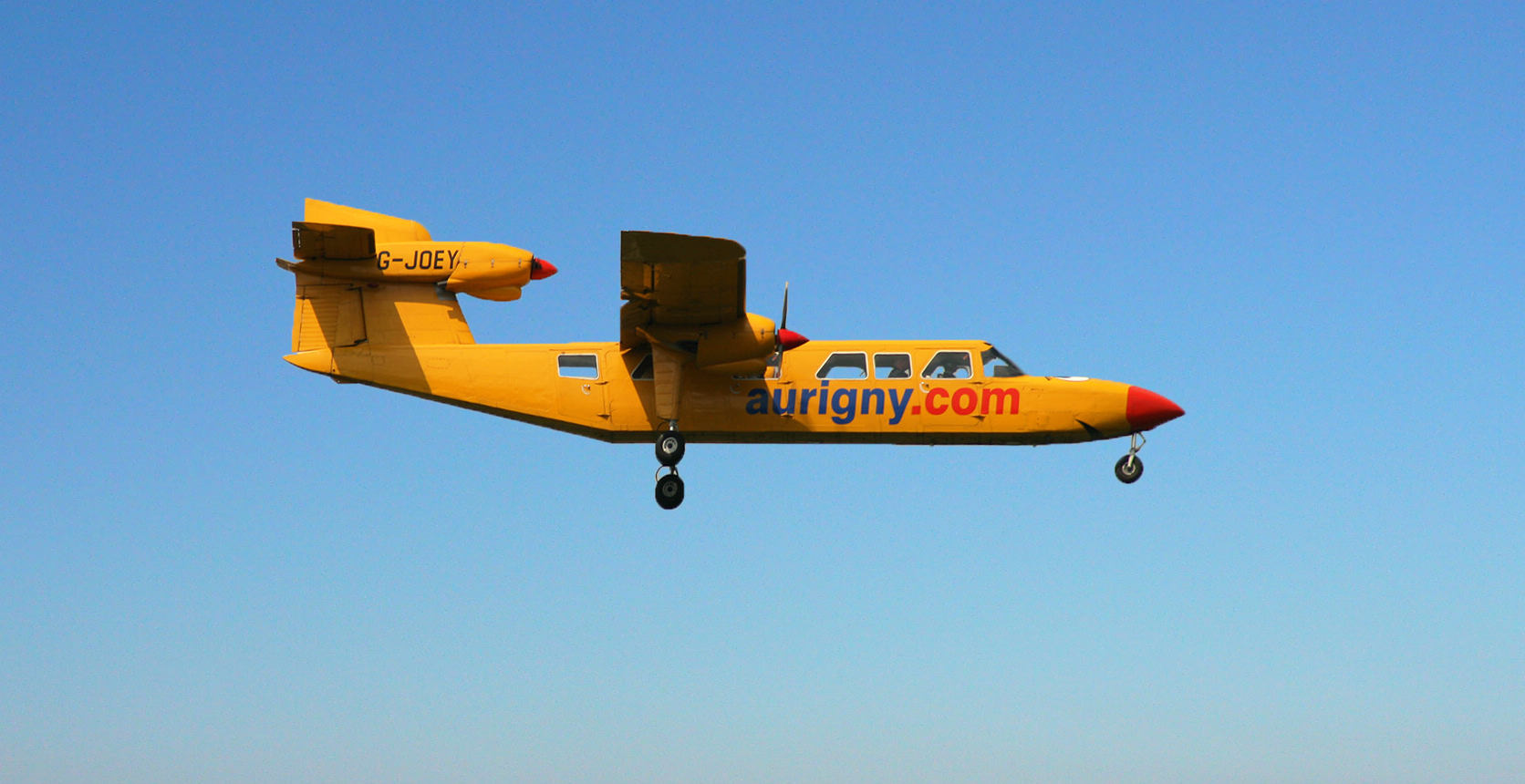
Un Aurigny Air Britten-Norman Trislander semblable à l'avion impliqué dans l'incident.

L'affaire des ovnis de Guernesey est un cas d'observation d'ovnis par deux pilotes de lignes aériennes commerciales, le 23 avril 2007 vers 15 h, à une vingtaine de kilomètres au nord-est de Guernesey.

## Témoignages
Deux pilotes de deux avions distincts ont rapporté avoir observé deux objets volants non identifiés, de forme discoïdale plate, d'un jaune brillant, avec une zone verte, stationnant à une altitude d'environ 1 200 mètres. Il s'agit du commandant Ray Bowyer, de la compagnie Aurigny Air Services, et d'un pilote de la compagnie Blue Islands. Plusieurs passagers ont également confirmé ces témoignages.
Le 23 avril 2007, le commandant de bord Ray Bowyer effectuait un vol avec passagers de routine pour la société Aurigny Air Services, lorsque lui et ses passagers ont vu deux OVNI pendant une période de 12 à quinze minutes. Au moment de l'observation, Bowyer avait dix-huit ans d'expérience de vol,  et le vol de quarante-cinq minutes était un vol qu'il effectuait chaque jour ouvrable depuis plus de huit ans,.
Le voyage de 130 km d'une durée de quarante-cinq minutes, les a conduits de Southampton, sur la côte sud de l'Angleterre, vers le sud-ouest jusqu'à Aurigny, à seize kilomètres de la France et à l'extrême nord des îles anglo-normandes, où leur trajectoire de vol les a fait rejoindre deux énormes vaisseaux volant apparemment stationnaires et identiques qui émettaient une lumière jaune brillante. Un pilote d'avion près de Sercq, à quelque 25 milles (40 km) au sud, a confirmé la présence, la position générale et l'altitude du premier objet dans la direction opposée,.
Une étude de David Clarke,, n'a toutefois pas permis d'établir un lien précis, car les réflexions radar des cargos ou des traversiers à passagers ont pu affecter au moins certaines des lectures. Bowyer n'était pas d'accord avec l'équipe de Clarke sur le lien supposé entre les traces radar et les OVNIs, et a proposé que deux embarcations aéroportées solides, qui n'étaient pas et n'auraient pu être fabriquées sur Terre, travaillaient à l'unisson ce jour-là, comme le suggère la preuve que leur sortie était coordonnée dans le temps et l'espace.